# Don Quixote (film, 1915)
Pour plus de détails, voir Fiche technique et Distribution.
Don Quixote est un film muet américain réalisé par Edward Dillon et sorti en 1915.

## Fiche technique
- Réalisation : Edward Dillon
- Scénario : Chester Withey, d'après le roman de Miguel de Cervantes
- Chef-opérateur : Alfred Gosden
- Production : David Wark Griffith
- Durée : 50 minutes
- Date de sortie : États-Unis : 19 décembre 1915

## Distribution
- DeWolf Hopper Sr. : Alonso Quichano/Don Quixote
- Fay Tincher : Dulcinea
- Max Davidson : Sancho Panza
- Rhea Mitchell : Lucinda
- Chester Withey : Don Fernando
- Julia Faye
- George Walsh
- Edward Dillon
- Carl Stockdale
- William H. Brown